# Avowed
Avowed is een computerspel ontwikkeld door Obsidian Entertainment en uitgegeven door Xbox Game Studios. Het actierollenspel is uitgekomen op 18 februari 2025 voor Xbox Series en Windows.

## Spel
Het spel speelt zich af in de wereld Eora, hetzelfde universum als dat in het spel Pillars of Eternity. In het openwereldspel, waarin de open wereld is opgedeeld in meerdere grote velden, kan de speler gebruikmaken van magie, hand- en vuurwapens om zijn vijanden te verslaan. Magische spreuken kunnen gecombineerd worden met fysieke aanvallen voor een sterker effect. Daarbij is er in het spel ook een vaardighedenboom (skill tree) voor het vrijspelen van nieuwe vaardigheden en wapenupgrades.
De keuzes die de speler maakt in het spel hebben invloed op de afloop van het verhaal en in welke situaties bondgenoten de speler helpen.

## Ontvangst
Het spel ontving overwegend positieve recensies. Men prees het verhaal, de personages, het gevechtssysteem, en het ontwerp van de open wereld. Kritiek werd gegeven op de soms vermoeiende ontmoetingen met personages, trage voortgang en saaie bondgenoten.
Het Nederlandse Power Unlimited gaf het spel een 8,5, en IGN Benelux beoordeelde Avowed met een 9. Op de website Metacritic heeft het spel een verzamelde score van 78% voor Windows en 81% voor de Xbox Series.